# NGC 130
NGC 130 је елиптична галаксија у сазвежђу Рибе која се налази на NGC листи објеката дубоког неба.
Деклинација објекта је + 2° 52' 16" а ректасцензија 0h 29m 18,6s. Привидна величина (магнитуда) објекта NGC 130 износи 14,4 а фотографска магнитуда 15,4. NGC 130 је још познат и под ознакама MCG 0-2-52, CGCG 383-29, PGC 1794.